# 山梨県道701号富士上吉田線
山梨県道701号富士上吉田線（やまなしけんどう701ごう ふじかみよしだせん）は、山梨県富士吉田市を起点・終点とする一般県道である。富士登山の歴史ある吉田口登山道に一致・並行する道路である。

## 概要
山梨県側から富士山に登る吉田口登山道を継承する道路である。北口本宮富士浅間神社のそばから出発し、馬返しまでは緩やかな傾斜の直線道で、自動車通行が可能である。以降は徒歩の道になる。

### 路線データ
- 起点：山梨県富士吉田市富士山頂（都道府県道では日本一標高が高い3715m）
- 終点：山梨県富士吉田市上吉田（浅間神社東交差点＝国道138号交点）

## 通過する自治体
- 山梨県富士吉田市

## 交差・接続する道路
- 静岡県道150号足柄停車場富士公園線（山梨県富士吉田市、重複区間：山頂 - 本八合目間）
- 国道138号（富士吉田市上吉田・浅間神社東交差点）

過去には「山梨県道702号富士精進線」が接続していたが、山梨県による富士山の安全対策により県道指定が一部取消となった。

## 歴史

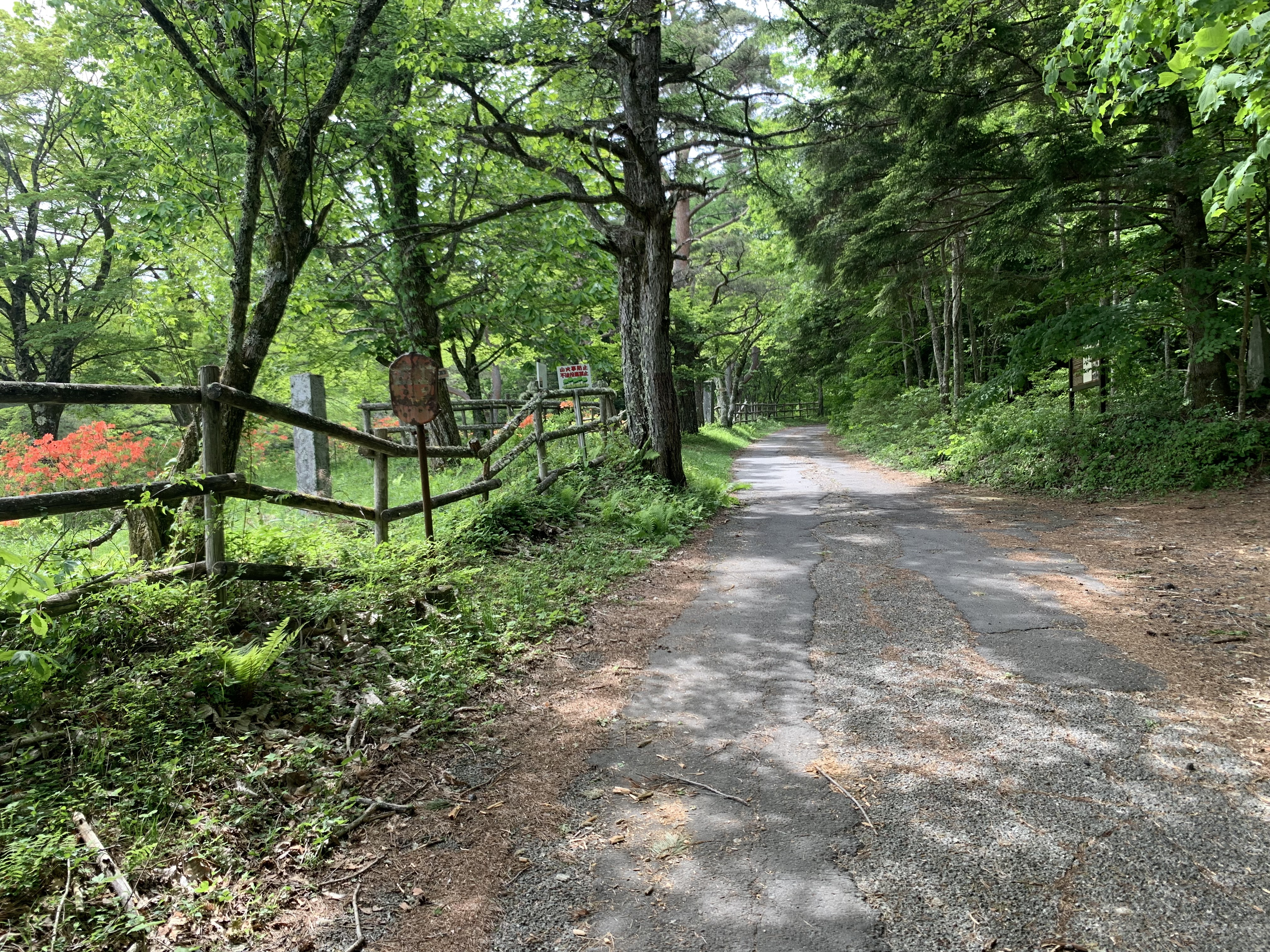
大石茶屋跡前の山梨県道701号富士上吉田線と躑躅ヶ原のレンゲツツジ（2021年5月撮影）

現在の県道の前身となる吉田口登山道は、江戸時代から富士登山に盛んに利用された。富士山一合目の手前となる馬返しまでは馬で行くこともでき、そこからはみな歩いて登った。明治に入っても基本的には変わらなかったが、1890年（明治23年）に荷積馬車、1893年（明治26年）に軽便馬車が登場し、登山客を運んだ。業者は富士北口乗物組合という業界団体を作っていた。
交通量が多いこの道については、1913年（大正2年）12月2日に当時の福地村から山梨県道にしてほしいという願いが出た。
1927年（昭和2年）に自動車輸送の計画がのぼり、1931年（昭和6年）に富士北口乗物組合の組合員を株主とする富士山自動車株式会社が馬返しまで自動車通行可能な道路を建設した。北口本宮冨士浅間神社の脇から馬返しまで、全長7272メートルの浅間神社 - 馬返線（富士山自動車道）という名の専用自動車道で、会社は自社バスの運行も行なった。ところが1964年（昭和39年）に河口湖方面から出て五合目まで達する富士山有料道路（富士スバルライン）が開通すると、こちらの道路の利用者は激減し、1970年（昭和45年）頃には吉田口から登山する人がほとんどいなくなってしまった。

## 周辺
- 富士北麓公園
- 北口本宮富士浅間神社